# Winter into Spring
Winter into Spring jest trzecim albumem pianisty George'a Winstona.

## Lista utworów
| # | Tytuł                                      | Długość | Muzyka         |
| - | ------------------------------------------ | ------- | -------------- |
| 1 | January Stars                              | 6:32    | George Winston |
| 2 | February Sea                               | 5:15    | George Winston |
| 3 | Ocean Waves (O Mar)                        | 7:08    | Dorival Caymmi |
| 4 | Reflection                                 | 2:40    | George Winston |
| 5 | Rain                                       | 10:05   | George Winston |
| 6 | Blossom/Meadow                             | 4:00    | George Winston |
| 7 | The Venice Dreamer Part One – Introduction | 2:19    | George Winston |
| 8 | The Venice Dreamer Part Two                | 5:46    | George Winston |